# Pieza de lava de Volvic

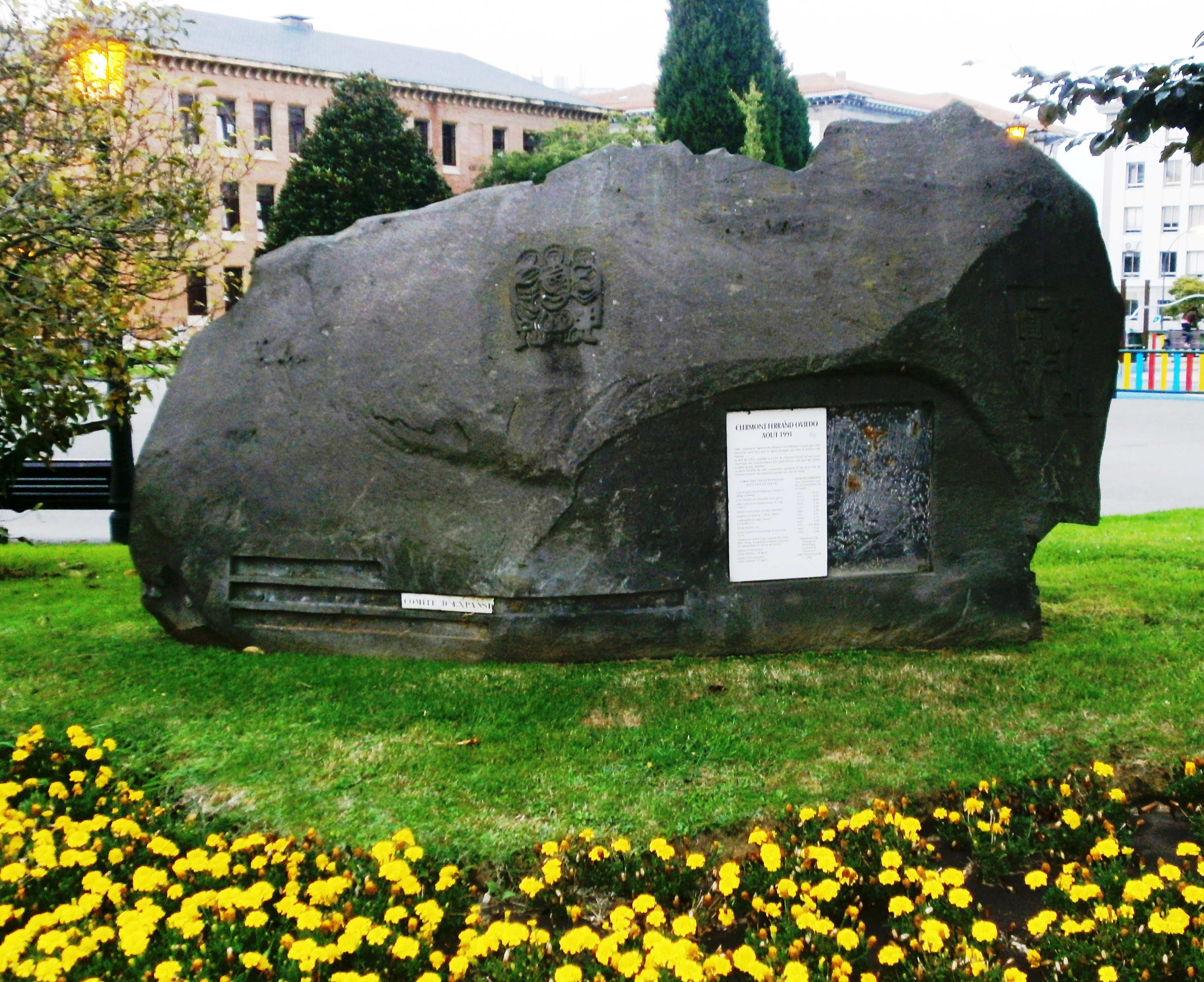
Vista de la escultura

La escultura urbana conocida por el nombre Pieza de lava de Volvic, ubicada  frente a los Juzgados de Llamaquique y a espaldas del Gobierno Militar (plaza España), en la ciudad de Oviedo, Principado de Asturias, España, es una de las más de un centenar que adornan las calles de la mencionada ciudad española.
El paisaje urbano de esta ciudad,  se ve adornado por  obras escultóricas, generalmente monumentos conmemorativos dedicados a personajes de especial relevancia en un primer momento, y más puramente artísticas desde finales del siglo XX.
La escultura, hecha en lava de Volvic (roca volcánica que puede ser tallada, esculpida, etc.),  que se explota en las cercanías de Clermont-Ferrand, Francia , presenta esculpidos en ella, elementos típicos de la arquitectura románica. Es de autor desconocido, está datada en 1991.
La ciudad de Oviedo, hermanada con la Clermont-Ferrand, disfruta con esta obra de una réplica idéntica de la que existe en la ciudad francesa de Clermont-Ferrand. En ambas hay esculpidos elementos típicos de la arquitectura románica, que caracteriza ambas zonas geográficas, y ambas presentan unos carteles escritos en francés y en castellano, en los que se explica la escultura y se informa sobre la Lava Volvic. El cartel está fechado en 1991.